# Volleyballclub Sm'Aesch Pfeffingen 2018-2019
Questa voce raccoglie le informazioni riguardanti il Volleyballclub Sm'Aesch Pfeffingen nella stagione 2018-2019.

## Organigramma societario
Area direttiva
- Presidente: Werner Schmid

Area organizzativa
- Team manager: Werner Schmid

Area tecnica
- Allenatore: Andreas Vollmer
- Secondo allenatore: Riccardo Boieri
- Scoutman: Riccardo Boieri, Alex Stravs
- Preparatore atletico:

Area sanitaria
- Medico: Gérard Farkas
- Fisioterapista: Crossklinik Basel Team

## Rosa
| N° | Nome              | Ruolo | Data di nascita  | Nazionalità sportiva |
| -- | ----------------- | ----- | ---------------- | -------------------- |
| 1  | Kristen Hahn      | L     | 19 gennaio 1992  | Stati Uniti          |
| 2  | Tess von Piekartz | P     | 24 luglio 1992   | Paesi Bassi          |
| 3  | Livia Zaugg       | S     | 29 gennaio 1996  | Svizzera             |
| 4  | Gabi Schottroff   | C     | 8 febbraio 1997  | Svizzera             |
| 5  | Monika Chrtianska | O     | 18 novembre 1996 | Austria              |
| 6  | Madlaina Matter   | C     | 19 ottobre 1996  | Svizzera             |
| 7  | Anika Schwörer    | O     | 1º giugno 2001   | Svizzera             |
| 8  | Solenn Fabien     | S     | 6 giugno 1998    | Francia              |
| 9  | Dora Grozer       | S     | 21 novembre 1995 | Germania             |
| 10 | Jessica Ventura   | O     | 6 ottobre 1991   | Brasile              |
| 11 | Taylor Tashima    | P     | 29 agosto 1996   | Stati Uniti          |
| 12 | Livia Saladin     | L     | 21 novembre 2003 | Svizzera             |
| 13 | Lea Werfeli       | C     | 3 gennaio 1993   | Svizzera             |
| 14 | Klara Jurendic    | P     | 3 gennaio 2002   | Svizzera             |
| 17 | Annalea Maeder    | P     | 3 gennaio 2002   | Svizzera             |

## Statistiche

### Statistiche dei giocatori
| Giocatrice      | Challenge Cup | Challenge Cup | Challenge Cup | Challenge Cup | Challenge Cup |
| Giocatrice      | P             | PT            | AV            | MV            | BV            |
| --------------- | ------------- | ------------- | ------------- | ------------- | ------------- |
| M. Chrtianska   | 1             | 3             | 3             | 0             | 0             |
| S. Fabien       | 0             | 0             | 0             | 0             | 0             |
| D. Grozer       | 4             | 77            | 61            | 9             | 7             |
| K. Hahn         | 4             | 0             | 0             | 0             | 0             |
| K. Jurendic     | 0             | 0             | 0             | 0             | 0             |
| A. Maeder       | 4             | 12            | 6             | 4             | 2             |
| M. Matter       | 4             | 25            | 17            | 5             | 3             |
| L. Saladin      | 2             | 0             | 0             | 0             | 0             |
| G. Schottroff   | 4             | 37            | 21            | 15            | 1             |
| A. Schwörer     | 2             | 2             | 1             | 0             | 1             |
| T. Tashima      | 0             | 0             | 0             | 0             | 0             |
| J. Ventura      | 4             | 43            | 34            | 5             | 4             |
| T. von Piekartz | 1             | 3             | 2             | 0             | 1             |
| L. Werfeli      | 3             | 0             | 0             | 0             | 0             |
| L. Zaugg        | 4             | 31            | 24            | 4             | 3             |

P = presenze; PT = punti totali; AV = attacchi vincenti; MV = muri vincenti; BV = battute vincenti

NB: Non sono disponibili i dati relativi alla Lega Nazionale A, alla Coppa di Svizzera e alla Supercoppa svizzera e di conseguenza quelli totali